# Igreja Unida na Suécia
A Igreja Unida na Suécia (IUS) ou simplesmente Igreja Ecumênica - em sueco Equmeniakyrkan - é uma denominação protestante unida na Suécia, formada em 4 de junho de 2011, pela fusão da União Batista da Suécia, Igreja Metodista Sueca e Igreja Missionária Sueca.

## História

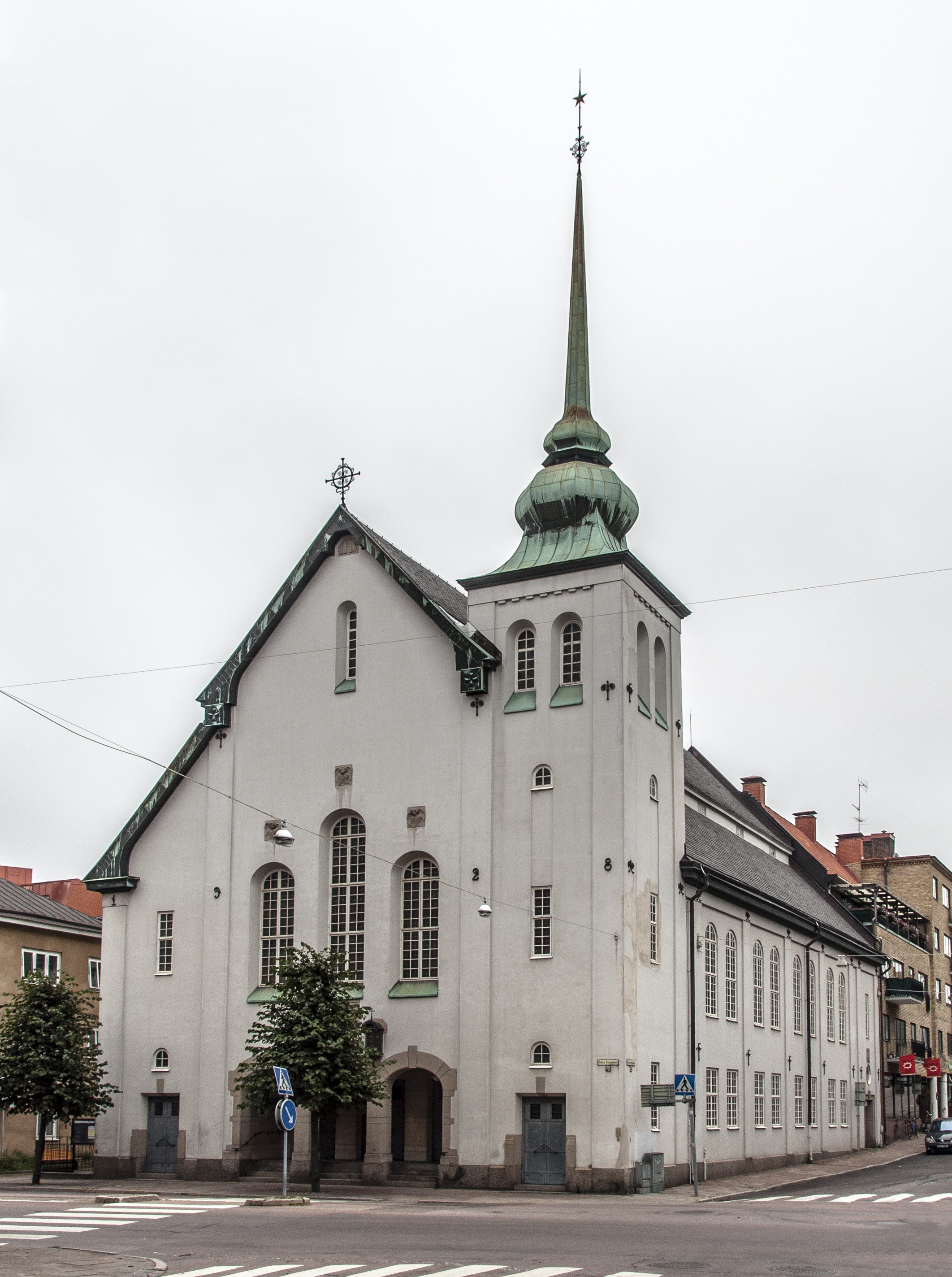
Igreja Unida na Suécia em Karlstad.

### União Batista da Suécia
Na Suécia, a primeira congregação batista foi fundada em 1848. Naquela época ainda era ilegal praticar qualquer outra fé que não a luterana na Igreja da Suécia.
Apesar da oposição, os primeiros batistas conseguiram iniciar uma congregação e depois formaram a União Batista da Suécia. 

### Igreja Missionária Sueca
No Século XIX, um grande avivamento se espalhou na Suécia. Consequentemente, em 1878, foi formada a Associação Missionária Sueca (que posteriormente mudou de nome para Igreja Missionária Sueca). 
Essa foi a maior denominação protestante depois da Igreja da Suécia durante a maior parte de sua história. 

### Igreja Metodista Sueca

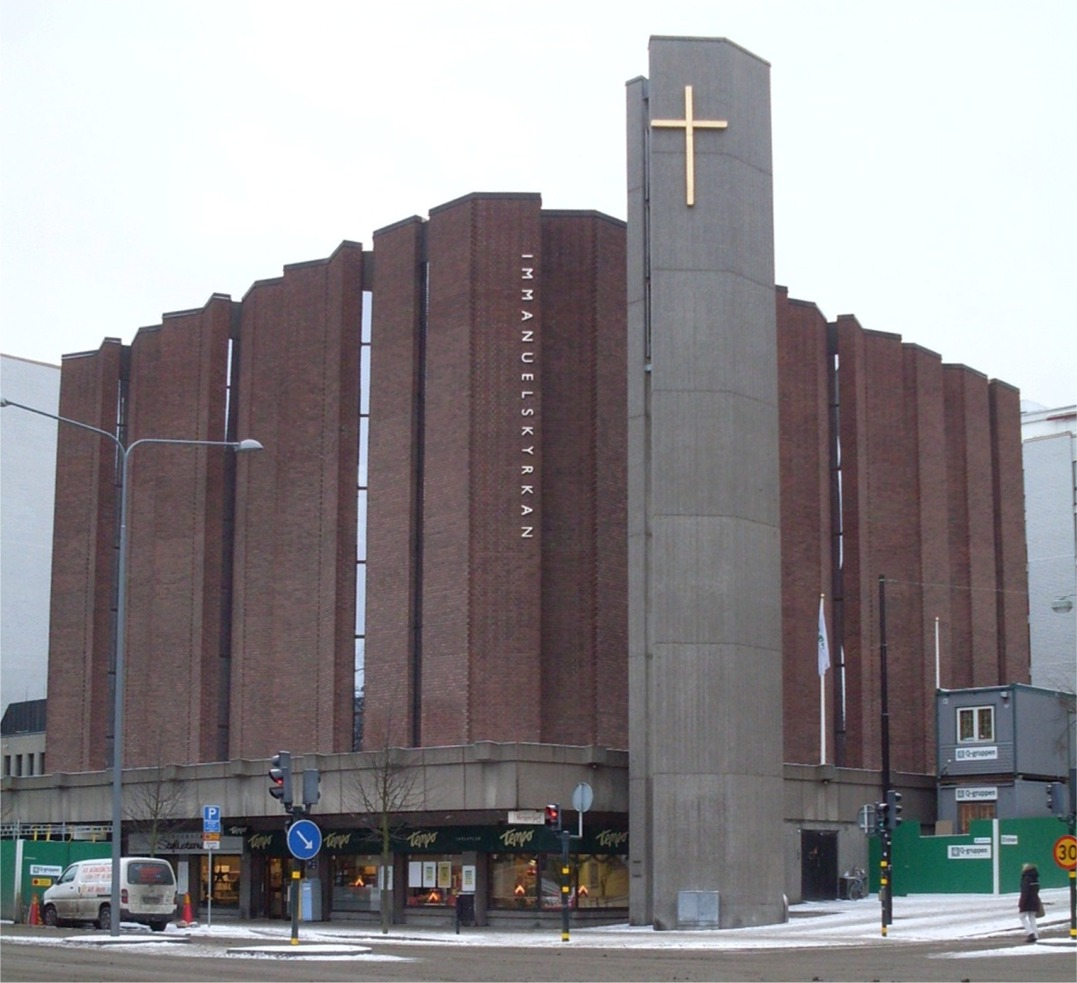
Igreja Unida na Suécia em Estocolmo.

A Suécia teve seus primeiros contatos com o Metodismo através de George Scott, que trabalhou em Estocolmo durante as décadas de 1830 e 1840. Com sua atividade de pregação na chamada "capela inglesa", ele lançou as bases para muitos movimentos de reavivamento que floresceriam na segunda metade do século XIX.
Em 1868, a Igreja Metodista foi estabelecida na Suécia e em 1876 tornou-se uma comunidade religiosa reconhecida pelo Estado com o direito de batizar, casar, enterrar, etc. 

### Fusão
Após décadas de discussão, a União Batista da Suécia, Igreja Missionária Sueca e Igreja Metodista Sueca se fundiram em 4 de junho de 2011, formando a Igreja Unida na Suécia, ou Igreja Ecumênica.
Desde então, a denominação é o segundo maior grupo protestante do país, atrás apenas da Igreja da Suécia.
Ainda assim, a denominação está em declínio, desde a sua formação. Em 2021 relatou ter 58.569 membros, em 635 igrejas.

## Doutrina
A denominação permite a ordenação de mulheres e o casamento entre pessoas do mesmo sexo.

## Relações intereclesiásticas
A denominação é membro do Conselho Mundial de Igrejas, Comunhão Mundial das Igrejas Reformadas, do Concílio Metodista Mundial e da Aliança Batista Mundial.